# لینگبی-تارابک
لینگبی-تارابک (به لاتین: Lyngby-Taarbæk Municipality) یک منطقهٔ مسکونی در دانمارک است که در استان هوودستادن واقع شده‌است. لینگبی-تارابک ۳۸٫۸۸ کیلومتر مربع مساحت و ۵۶٬۶۱۴ نفر جمعیت دارد.

## خواهرخوانده
شهرهای Seyðisfjörður، نوک (گرینلند)، بخش هوددینگه، آشیم و وانتا خواهرخوانده‌های لینگبی-تارابک هستند.